# 1058

## Родени
- Ал Газали, ирански философ